# Lefka
Lefka (gr. Λεύκα, tur. Lefke) – miasto w Tureckiej Republice Cypru Północnego / Republice Cypryjskiej. Stolica dystryktu Lefke. Liczy 8 300 mieszkańców (2006). Ośrodek przemysłu spożywczego.
Jeszcze przed inwazją turecką miejscowość była zamieszkana głównie przez Turków cypryjskich.